# Longhin Jar
Longhin Jar, pe numele de mirean Mihail Jar, (n. 19 august 1965, Mihoreni, Raionul Herța, RSS Ucraineană, URSS) este întemeietorul Mănăstirii Bănceni, fost stareț al acesteia, actualmente mitropolit de Bănceni. Este cunoscut pentru faptul că a înfiat peste 30 de copii (pe numele Jar) iar alții peste 300 sub tutelă.
Este o figură publică cunoscută și constructor de biserici, fondator și șef al unui adăpost mare pentru copii, care operează la mănăstirea din Molnița. Pentru activitățile de caritate, a fost decorat cu distincția Erou al Ucrainei în 2008. Mitropolitul Longhin este permanent implicat în acte de binefacere, atât pentru cei peste 500 de copii orfani pe care Mănăstirea Bănceni îi are în grijă, cât și pentru refugiații din calea conflictului militar (peste 15000 au fost adăpostiți aici de la începutul lui) sau alte persoane nevoiașe care îi cer ajutorul.